# どんどん土曜大放送
どんどん土曜大放送（どんどんどようだいほうそう）は、東海ラジオ放送で1979年6月9日から1997年4月5日まで土曜14:00から放送された電話リクエストにて歌謡曲のランキングを作成する番組。

## 出演者
- 宮地由紀男（後に宮地佑紀生に改名）
- 平松圭子（アシスタント）
- 羽根ゆかり（番組初期のアシスタント）
- デッシー宮地（1986年-1987年頃に出演）

## 主なコーナー

### 14:00 - 15:00
- オープニング
- 注目曲、推薦曲[注 1]の紹介
- ゲストコーナー
- 中日新聞ニュース

### 15:00 - 16:00
- 賞金当選候補者お二人の発表
  - その週の当選候補者の2名の住所と名前を発表、「今週の○位の曲名を答えて下さい。」と問題発表する。
- 20位からの発表
  - 20位から16位までは曲名と歌手の名前のみ発表の場合もあった。
- 12位からの発表
  - 宮地と平松がCM明けに声を揃えて「どんどん土曜大放送 12位からの発表です！」と言った後で発表となる。

### 16:00 - 17:00
- 7位からの発表
  - 宮地と平松がCM明けに声を揃えて「どんどん土曜大放送 7位からの発表です！」と言った後で発表となる。
- 賞金当選候補者お二人にお電話
  - 賞金当選候補者に電話をかける。コール5回までに出なければ失格。

宮地「あなたは聴いていてよかったか？」
リスナー「わたしは聴いていてよかった。」
宮地「今週の問題の答えは？」
リスナー「○○（歌手名）の○○（曲名）」
というお決まりのやりとりの中で回答し、正解すると賞金が貰える。
- ベスト3の発表
  - 宮地と平松がCM明けに声を揃えて「どんどん土曜大放送 ベスト3の発表です！」と言った後で発表となる。
- 交通情報
- エンディング

## その他
- 元東海ラジオのアナウンサーである佐藤友香は、大学生時代、この番組の電話受付のアルバイトをしていた（東海ラジオの自身のページのコメントにて）。